# Мішель Льюїс
Мішель Чанай Льюїс Фрімен (англ. Mechelle Chanai Lewis Freeman; нар. 20 вересня 1980) — американська легкоатлетка, яка спеціалізувалася на спринті.

## Спортивні досягнення
Учасниця олімпійських змагань з естафетного бігу 4×100 метрів (2008), на яких не вдалось пройти далі попереднього забігу.
Чемпіонка світу з естафетного бігу 4×100 метрів (2007, виступала в попередньому забігу). Дійшла до півфінальної стадії змагань з бігу на 100 метрів на чемпіонаті світу (2007).
Срібна призерка Панамериканських ігор з бігу на 100 метрів та естафетного бігу 4×100 метрів (2007).
Чемпіонка Північної і Центральної Америки та країн Карибського басейну з бігу на 100 метрів (2007). Срібна призерка цих змагань з естафетного бігу 4×100 метрів (2007).
Фіналістка (5-е місце) чемпіонату США з бігу на 100 метрів (2007).
Фіналістка (5-е місце) чемпіонату США в приміщенні з бігу на 60 метрів (2009).